# ジークフリート・クラカウアー

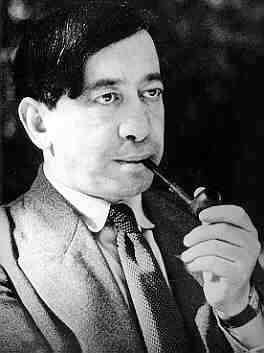
ジークフリート・クラカウアー

ジークフリート・クラカウアー（Siegfried Kracauer、1889年2月8日 - 1966年11月26日）は、ドイツのジャーナリスト、社会学者、映画学者。

## 概要
フランクフルト・アム・マイン出身。ユダヤ人一家に生まれる。ヴァイマル共和国時代のドイツで、約10年間「フランクフルター・ツァイトゥング」紙の学芸欄編集員として活躍した。このころから、映画や社会学に関する著作を発表する。
1930年、本社（フランクフルト）からベルリン支局に異動。1933年、ナチス政権が成立するとフランスへ亡命した。1937年、『ジャック・オッフェンバックと同時代のパリ』を発表。1941年、フランスもナチスに占領され、アメリカに脱出。
1947年に代表作『カリガリからヒトラーへ』(From Caligari to Hitler)を発表。映画社会学の嚆矢である。

## 評価
大衆文化、特に映画を分析することで、当時のドイツの社会的心理や社会的イデオロギーを読み解こうとした。ヴァルター・ベンヤミン、エルンスト・ブロッホ、テオドール・アドルノ、マックス・ホルクハイマーとの交流もあり、ヴァイマル期に活躍した重要な知識人のひとりとして数えられる。

## 主な日本語訳
- 『カリガリからヒトラーへ―ドイツ映画1918-33における集団心理の構造分析』（丸尾定訳、みすず書房、1970年、新版1995年）
- 『カリガリからヒットラーまで』（平井正訳、せりか書房、1971年）
- 『歴史―永遠のユダヤ人の鏡像』（平井正訳、せりか書房、1977年）
- 『天国と地獄―ジャック・オッフェンバックと同時代のパリ』（平井正訳、せりか書房、1978年／筑摩書房〈ちくま学芸文庫〉、1995年）
- 『ギンスター―クラカウアーの自伝的小説』（平井正・斎藤松三郎訳、せりか書房、1985年）
- 『サラリーマン―ワイマル共和国の黄昏』（神崎巌訳、りぶらりあ選書：法政大学出版局、1979年）
- 『大衆の装飾』（船戸満之・野村美紀子訳、叢書・ウニベルシタス：法政大学出版局、1996年）
- 『探偵小説の哲学』（福本義憲訳、叢書・ウニベルシタス：法政大学出版局、2005年、新版2023年）
- 『映画の理論　物理的現実の救済』（竹峰義和訳、東京大学出版会、2022年）

### 作家論
- ミリアム・ブラトゥ・ハンセン『映画と経験　クラカウアー、ベンヤミン、アドルノ』

（竹峰義和・滝浪佑紀訳、叢書・ウニベルシタス：法政大学出版局、2017年）